# Medford (Massachusetts)
Medford és una població dels Estats Units a l'estat de Massachusetts. Segons el cens del 2007 tenia 55.565 habitants.

## Demografia
Segons el cens del 2000, Medford tenia 55.765 habitants, 22.067 habitatges, i 13.505 famílies. La densitat de població era de 2.645,1 habitants/km².
Dels 22.067 habitatges en un 23,6% hi vivien nens de menys de 18 anys, en un 45,6% hi vivien parelles casades, en un 11,8% dones solteres, i en un 38,8% no eren unitats familiars. En el 28,7% dels habitatges hi vivien persones soles el 12,4% de les quals corresponia a persones de 65 anys o més que vivien soles. El nombre mitjà de persones vivint en cada habitatge era de 2,43 i el nombre mitjà de persones que vivien en cada família era de 3,04.
Per edats la població es repartia de la següent manera: un 17,9% tenia menys de 18 anys, un 11% entre 18 i 24, un 32,6% entre 25 i 44, un 21,2% de 45 a 60 i un 17,3% 65 anys o més.
L'edat mediana era de 38 anys. Per cada 100 dones de 18 o més anys hi havia 85,2 homes.
La renda mediana per habitatge era de 52.476 $ i la renda mediana per família de 62.409$. Els homes tenien una renda mediana de 41.704 $ mentre que les dones 34.948$. La renda per capita de la població era de 24.707$. Entorn del 4,1% de les famílies i el 6,4% de la població estaven per davall del llindar de pobresa.

## Poblacions properes
El següent diagrama mostra les poblacions més properes.